# Zelená střecha

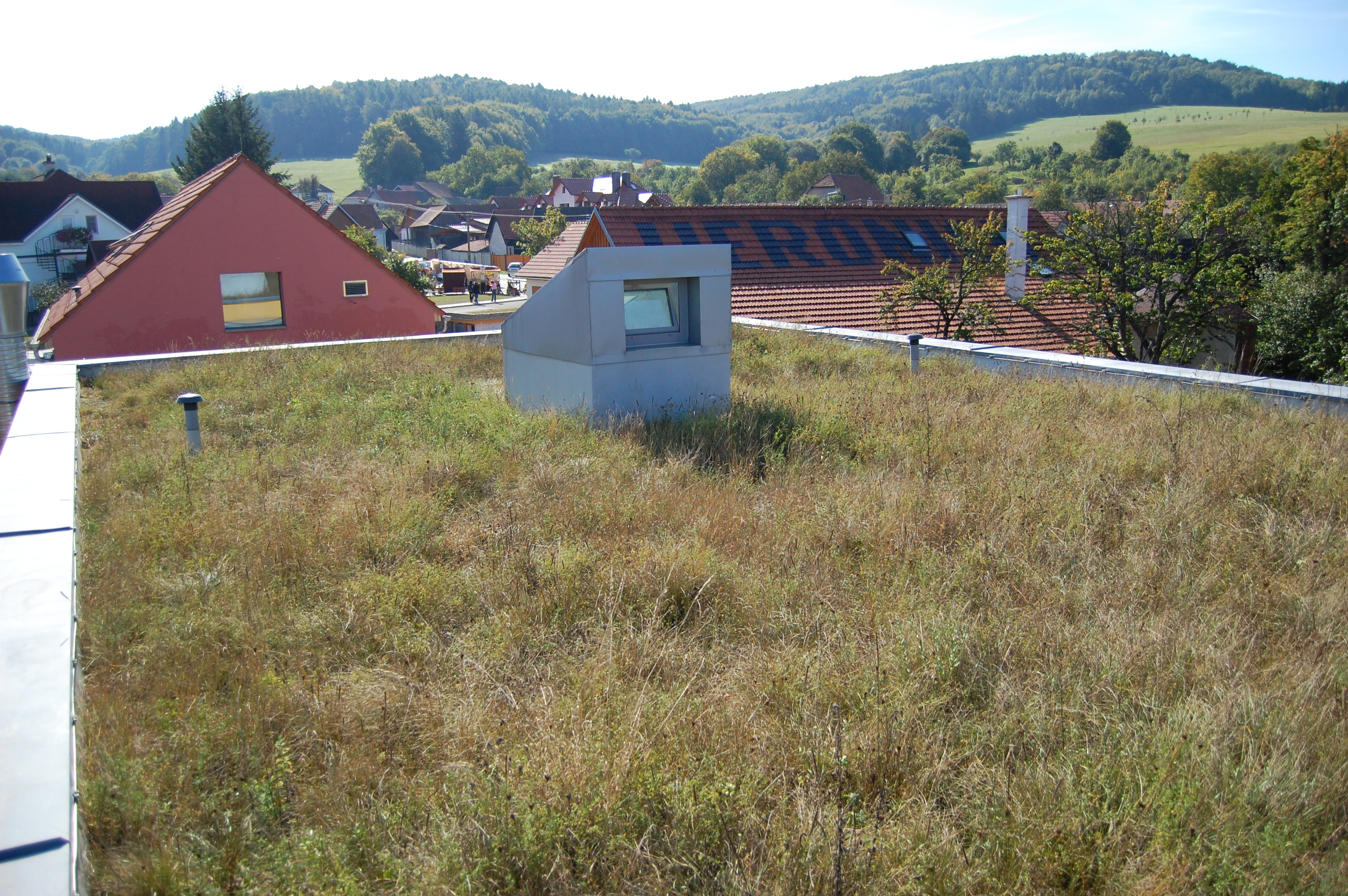
Zelená střecha na Centru Veronica Hostětín v Hostětíně

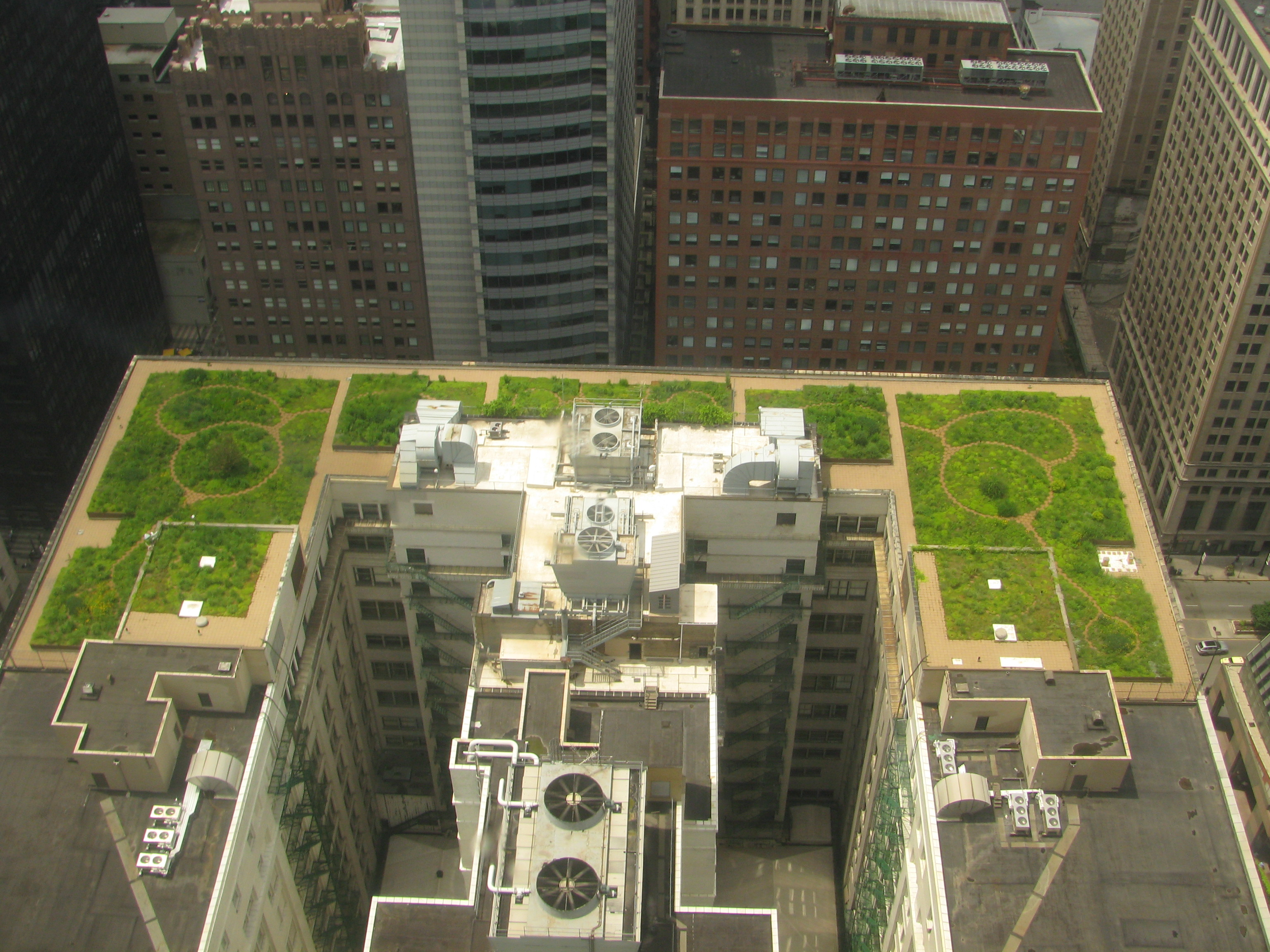
Radnice v Chicagu

Zelená střecha je střecha částečně nebo zcela pokrytá vegetací a půdou, nebo pěstebním substrátem vysazovaným nad hydroizolační membránu. Střecha také může obsahovat další vrstvy, jako například kořenovou bariéru a odvodnění a zavlažování. Článek se netýká střech, které jsou pouze natřené na zeleno, stejně jako střech se zeleným šindelem. Spadají pod modro-zelenou infrastrukturu, tedy prvky jenž se snaží o větší harmonii staveb a měst s přírodou. Z hlediska oteplování klimatu je ale lepší střecha natřená na bílo či reflexní, protože snižuje albedo.

## Historie
Zatravněné střechy jsou po staletí známé nejen ve studeném podnebí Islandu, Skandinávie, Kanady, USA, ale i v teplém podnebí Tanzanie. Historie zelené střechy spadá až do období Mezopotámie. Důkazem o dlouhé historii je jedna z nejznámějších staveb lidstva, kterou nechala postavit asyrská královna Semiramis, jedná se o známe visuté zahrady v Babylóně.
Konstrukční řešení domů se zatravněnou střechou pochází ze severní Evropy, kde zelené střechy sloužily hlavně jako dobrá izolace. Příkladem je islandský dům („sodhouse“) se střechou, tvořenou dvěma až třemi vrstvami rašelinových koberců, uložených na suchých větvích potažených prérijní trávou. Svislé stěny, tloušťky 60–90 cm jsou postaveny z 10 cm vysokých travnatých koberců se zatravněnou stranou směrem dolů. Taková konstrukce udržuje v chladném prostředí teplo. Původní skandinávská zatravněná střecha má sklon od 30° do 45° a tvoří ji 20 cm silná vrstva travnatého koberce, která je uložena na několika vrstvách březové kůry. Kůra je lepená dřevěným dehtem, aby vznikla vodotěsná a nepropustná vrstva. Nevýhodou této konstrukce je, že dehet může být rakovinotvorný a životnost střechy je jen 20 let. V Berlíně se od poloviny 19. století stavěly čtyřpodlažní bloky domů se střechami, svažujícími se do atria „střechy z dřevěného cementu“.
Velkou popularitu si zelené střechy získaly v roce 1867, kdy byl patentován železobeton, čímž se velmi zjednodušila otázka statiky těchto střech. Zelené střechy mají díky hmotnosti hlíny a vegetace vyšší hmotnost.

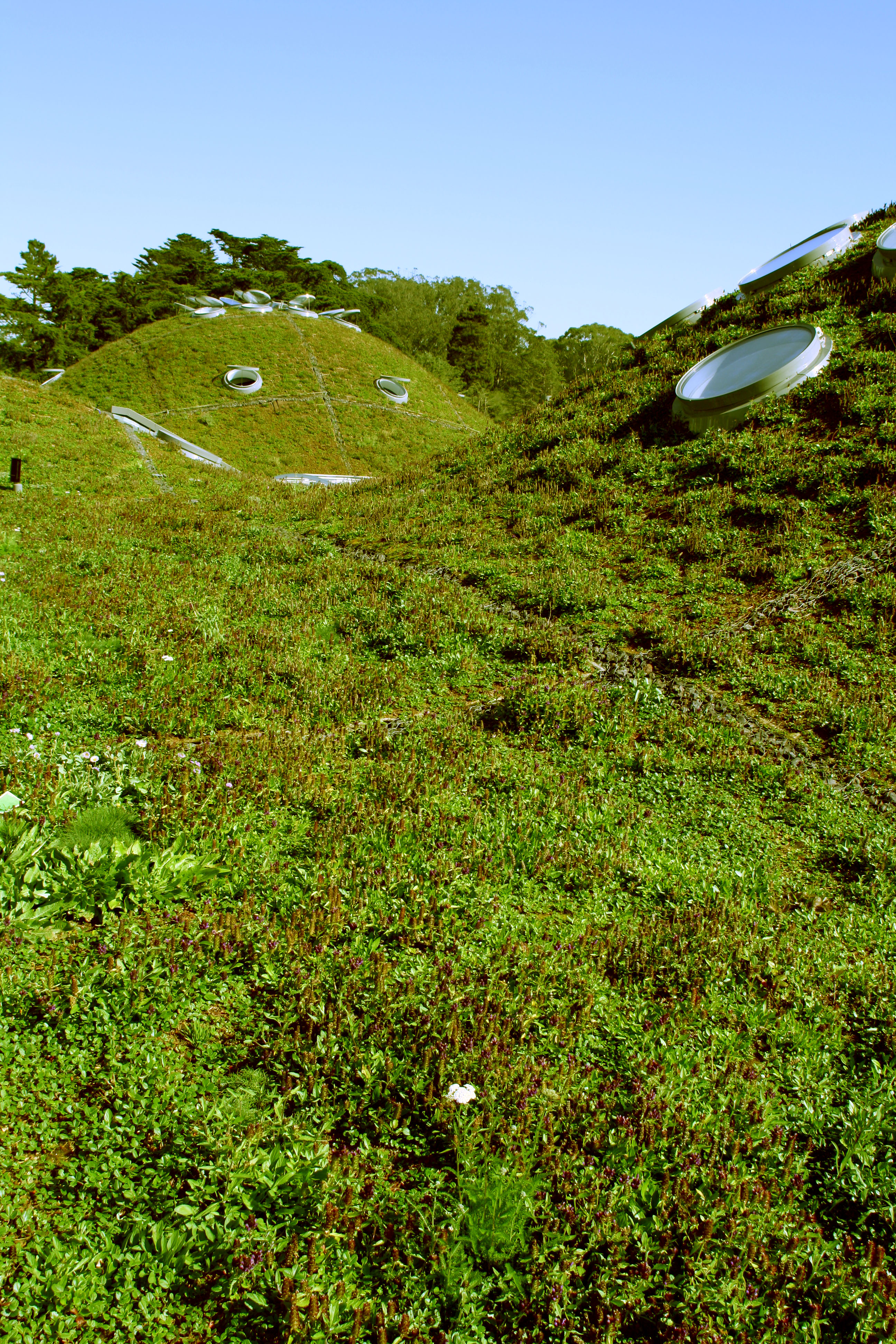
Zelená střecha na Akademií věd v Kalifornii.

## Výhody zelených střech
Zelené střechy mají podle řady studií mnohé pozitivní účinky projevující se v různých dimenzích :
Ekosystémové služby
- produkují kyslík a zadržují oxid uhličitý
- absorbují škodliviny ze vzduchu, filtrují částice prachu a zabraňují jeho víření, snižují znečištění ovzduší
- zabraňují přehřívání střech
- redukují výkyvy teplot mezi dnem a nocí
- ve městech snižují okolní teplotu, která vzniká v důsledku městského tepelného ostrova[zdroj?]
- zmírňují kolísání vlhkosti vzduchu

Zvyšování biodiverzity ve městech
- vytvářejí životní prostory pro členovce,[5] ptáky[6], netopýry[7], houby[8]
- poskytují potravu pro hmyzožravé a semenožravé ptáky, včetně druhů, které se městům vyhýbají[9]
- poskytují důležité zastávky pro migrující ptáky, poskytují hnízdní prostory[9]
- mohou sloužit jako podpůrné životní prostředí pro trávy, cévnaté rostliny, keře a stromy
- mohou částečně tlumit negativní dopady způsobené ztrátou životního prostoru pro živočichy i rostliny
- některé studie dokládají přítomnost ohrožených druhů živočichů[10]
- zvyšují konektivitu v krajině a v městském matrix pro mnohé živočichy

Ekonomické benefity
- fungují jako tepelná a zvuková izolace
- snižují spotřebu energie pro vytápění[11] a klimatizaci[12]
- jsou nehořlavé[13]
- zadržují dešťovou vodu a tím se omezuje množství vody odtékající do kanalizace[14]
- mají neomezenou životnost (pokud jsou odborně provedené)
- ačkoli jsou počáteční investice vyšší, zelené střechy jsou ekonomicky výhodnější než klasické střechy, protože prodlužují životnost střechy a šetří výdaje spojené s klimatizací a vytápěním[15]

Sociální služby
- působí z hlediska rekreace a odpočinku velmi esteticky
- pozitivní dopady na fyzické i mentální zdraví (snižují astma, stres, deprese)
- posilují vztah s přírodou, vytváří vhodné prostředí pro meditaci a kreativní uvažování[16]
- šíří vůní
- mohou být koncipovány i jako zahrádky pro pěstování květin a zeleniny

Výzkum
- mohou sloužit jako místa pro pozorování ptáků, netopýrů, pro sběr členovců
- dosud nevyužitý potenciál zelených střech
- vzdělávání žáků všech škol

### Nevýhody zelených střech
- konstrukčně náročnější – třeba je dokonalé provedení hydroizolační vrstvy
- nutná menší nebo větší údržba
- v některých případech je nutné staticky zesílit nosnou konstrukci

## Konstrukce

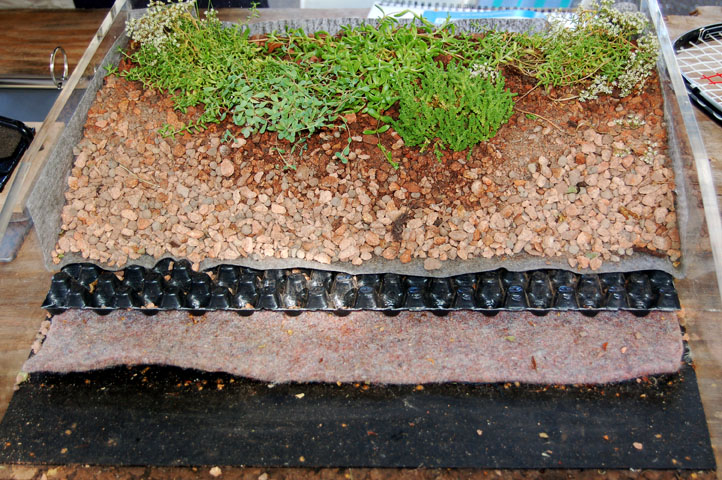
Detail a řez konstrukční skladbou zelené střechy.

Zatravněná může být každá střecha, která unese zatížení.
Dvouplášťová střecha: mezi tepelnou izolací a zelenou střechou je vzduchová větrací mezera, která však snižuje pozitivní účinky letního chladicího efektu a zimního tepelněizolačních efektu, a proto by se takové konstrukce neměly budovat.
Jednoplášťová střecha: nemá větrací mezeru, a proto je nutné pod tepelnou izolaci uložit parozábranu. Taková střešní konstrukce je nejvhodnější a nejekonomičtější pro zatravněné střechy.
Konstrukce střechy je od konstrukce zatravnění střechy oddělená dělicí, dilatační a ochrannou vrstvou proti prorůstání kořínků. Vlastní vegetační vrstvu tvoří drenážní vrstva (keramzit, kuličky z polystyren u, prostorová střihem rohož), filtrační vrstva (syntetická textilie, minerální nebo skleněné rohože), hydroakumulační vrstva (rašelina nebo tuhé minerální desky) a vrchní vegetační vrstva.

### Typy zelených střech
Zatravněné střechy ze zpravidla dělí na intenzivní a extenzivní.
Extenzivní střešní zeleň se skládá ze střešních konstrukcí, které mají únosnost 60–300 kg/m2. Malá únosnost podmiňuje zeleň a rostliny rozšiřující se do plochy jako jsou trvalky, skalničky a suché rostliny, které snesou extrémní podmínky střídání tepla, sucha a mrazu. Podrobněji se extenzivně střechy dělí podle tloušťky substrátu. Pro mechy a koberce trávy je nutná tloušťka substrátu 3–6 cm. Skalničky a osázena tráva potřebuje substrát 6–15 cm hrubý a plazivé rostliny 15–20 cm. Jednou ze skalniček, která se používá, je například netřesk střešní.
Extenzivní střechy mají v porovnání s intenzivními střechami řadu nevýhod. Umožňují výsadbu pouze odolných rostlin (většinou sukulentů) čímž se snižuje funkční diverzita. Snížená funkční diverzita vychází z řady faktorů jako např. snížená rostlinná evapotranspirace, menší množství biomasy, omezená barva květů, omezená doba kvetení, menší stavba rostlin včetně jejich výšky, architektury a životnosti. Tyto vlastnosti mají přímý dopad na výše zmíněné ekosystémové služby. Nejnovější studie dokládají, že v porovnání s intenzivními střechami mají extenzivní střechy zhoršenou schopnost zadržovat vodu, mají mnohem nižší druhovou diverzitu, včetně schopnosti lákat opylovače a ptáky, kteří na sukulentním porostu nenachází dostatek potravy.
Intenzivní střešní zeleň se provádí na konstrukcích, které mají únosnost až 1000 kg/m2, takže je možné použít zeminu v tloušťce 1 až 1,3 m, která je vhodná pro vytvoření zahrady, s použitím květin, keřů a nízkých stromů. Taková konstrukce střech umožňuje uplatnit nadzemní nebo podpovrchové zavlažování.
Rozdělení střech podle sklonu střešní roviny:

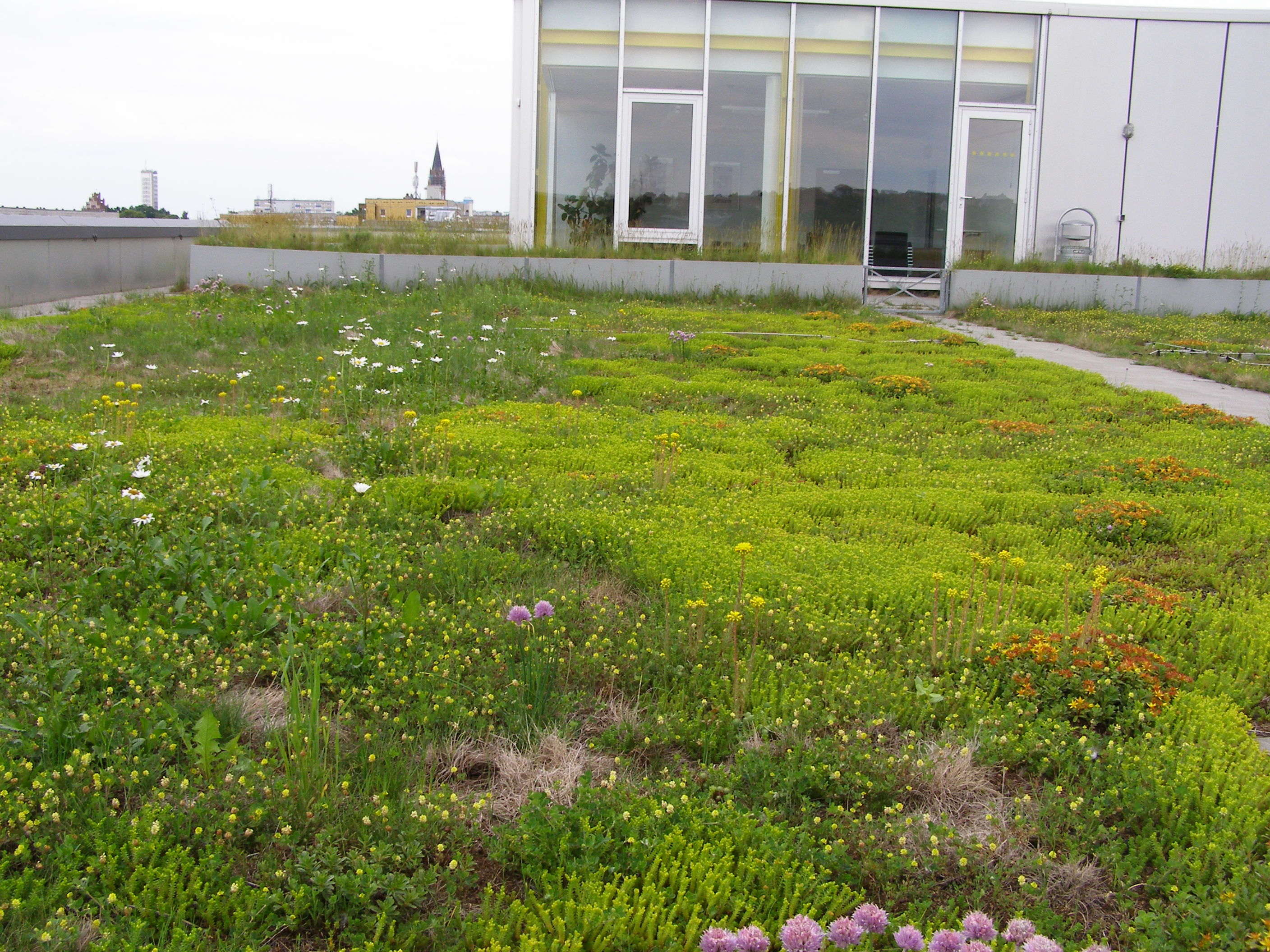
Plochá střecha na Univerzitě v Neubrandenburgu.

- Ploché střechy se sklonem do 5° jsou náchylné na poškození. Zatravnění jí poskytuje ochranu před povětrnostními vlivy a prodlužuje její životnost. Zastřešení je vystaveno silným výkyvům vlhkosti, a tím vzniká nebezpečí, že půda bude trpět nedostatkem kyslíku. Aby se zabránilo vysychání neopomenout drenážní vrstvu pro odvod vody. Obvyklá konstrukce takovéto střechy se skládá ze střešního pláště, ochranné vrstvy, drenážní vrstvy, filtrační vrstvy, substrátu a vegetace. Pro obytné domy, stavby pro sociální účely, továrny a skladovací haly jsou tyto střechy příliš drahé.
- Střechy s mírným sklonem (3° až 20°) jsou hospodárnější než ploché střechy. Substrát s obsahem hrubozrnným částic pracuje jako akumulátor vody a přebytečnou vodu odvádí. Substrát není třeba zajišťovat proti sesuvu.
- Střechy s velkým sklonem (20° až 40°) musí mít substrát zajištěn proti sesuvu. Ostatní konstrukce střechy je stejná jako při střeše s mírným sklonem.
- Strmé střechy se sklonem větším než 40° využívají pro zajištění substrátu konstrukci islandských střech s travnatými koberci. Koberce jsou uloženy ve dvou vrstvách, přičemž první vrstva je travnatou plochou položena směrem dolů a tvoří substrát pro horní vrstvu. Konstrukce je ještě horizontální nastražené lany, které slouží i jako zavětrování. Jiným řešením této střešní konstrukce je použití střešních tašek naplněných 9l substrátu, které slouží jako nosiče vegetace. Velmi účinný systém ochrany proti sesuvu je použití skládaného roštu z profilů z recyklovaného plastu.

Zelené střechy mají široké uplatnění, příkladem jsou:
- Centrum Veronica v Hostětíně
- Studentský internát, Hohenheim, Stuttgart
- Sídliště Laher Wiesen, Bothfeld, Hannover
- Hotel Rogner, Bad Blumau, Rakousko
- Swarowského muzeum světa krystalů, Wattens, Rakousko

## Zelené střechy v Česku
Na území Česka přibylo v roce 2018 dle údajů odborné sekce Zelené střechy při Svazu zakládání a údržby zeleně přes 247 000 metrů čtverečních zelených střech, v roce 2019 činil nárůst 256 000 metrů čtverečních. Nové roční přírůstky eviduje odborná sekce od roku 2014, předtím je nesčítala. Budovy s těmito střechami, které jsou částečně nebo zcela pokryté vegetací a substrátem, jsou především v Praze, Brně, Plzni, Olomouci a Ostravě. Jejich výstavba je stále častější, např. mezi roky 2018–2019 se zvýšila od jednu čtvrtinu. Oproti západní Evropě Česko zaostává. Například jen v samotném Mnichově je 3,1 milionu m² zelených střech, ve Vídni 2,6 milionu, v Berlíně 4 milionu.
Největší česká zelená střecha je na nákupním centru Nový Smíchov v Praze (14 500 m²). Zelené střechy se nachází například na pražských budovách ústředí ČSOB, Main Point Pankrác, Drn, Nová budova ČVUT, Národní technická knihovna, v Brně na vzdělávacím centru Otevřená zahrada nebo na kancelářích Titanium či v kampusu Masarykovy univerzity. Zelení pokrytou střechu má historicky také průčelí zámku Konopiště nebo také střecha konírny zámku v Lipníku nad Bečvou.

V roce 2020 přinesl územní plán města Říčany v okresu Praha-východ povinnost založení zelených střech u nových budov s rozlohou nad 300 m².

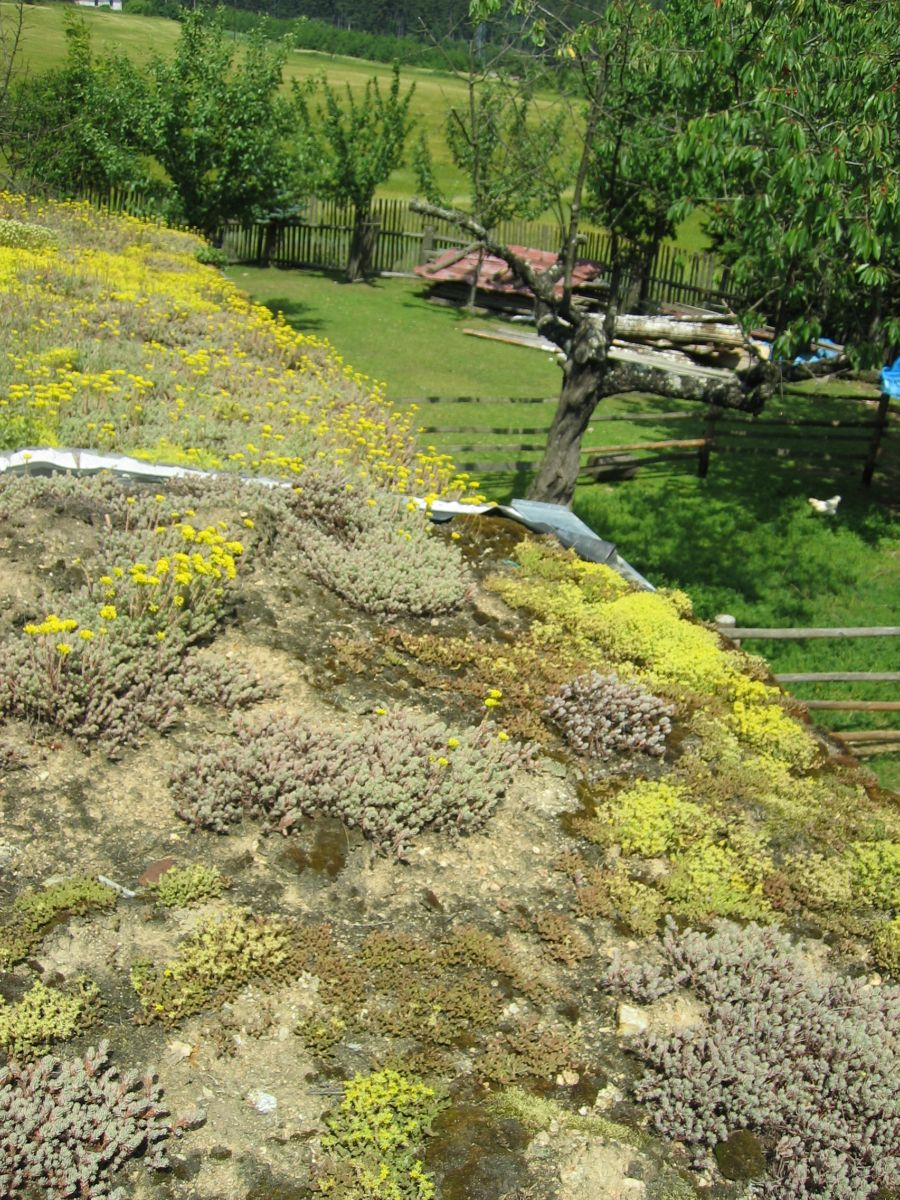
Zelená střecha na Středisku ekologické výchovy Chaloupky